# Ratto di Proserpina (Bernini)
Il Ratto di Proserpina è un gruppo scultoreo realizzato da Gian Lorenzo Bernini, eseguito tra il 1621 e il 1622 ed esposto nella Galleria Borghese di Roma.

## Storia

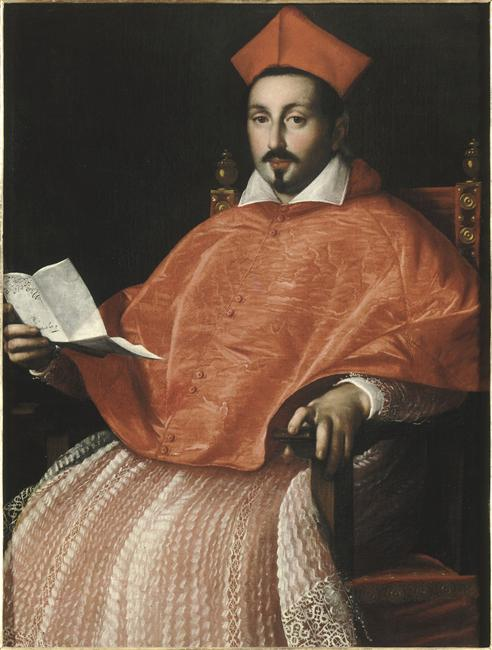
Ottavio Leoni, Ritratto di Cardenal Scipione Borghese (XVII secolo); olio su tela, 110×84 cm, Musée Fesch, Ajaccio

L'opera, in candido marmo di Carrara, fu eseguita tra il 1621 e il 1622 dallo scultore ventitreenne Gian Lorenzo Bernini, su commissione del cardinale-protettore Scipione Caffarelli-Borghese. Scipione Borghese, che iniziò a retribuire il giovane Bernini a partire dal giugno del 1621, avrebbe infine collocato l'opera ultimata nella propria villa fuori Porta Pinciana il 23 settembre dell'anno successivo.
La presenza di tale favola pagana nella casa del cardinale fu giustificata con un distico moraleggiante in latino di Maffeo Barberini, futuro papa Urbano VIII e committente di Bernini, che impressionato dalla qualità del marmo scrisse:
Il Ratto di Proserpina, tuttavia, rimase poco tempo a villa Borghese, poiché nel 1623 Scipione fece dono dell'opera al cardinale Ludovico Ludovisi, che la espose nella propria villa. È lo stesso inventario di Ludovisi ad attestare lo spostamento, includendo la descrizione di «una Proserpina di marmo che un Plutone la porta via alto palmi 12 in circa et un can trifauce con piedistallo di marmo con alcuni versi di faccia». Non si sa ancora perché Scipione abbia regalato il gruppo scultoreo a Ludovisi: c'è chi suppone che si sia trattato di un gesto mosso da considerazioni di opportunità politica, oppure chi ritiene sia stata una semplice attestazione di «buona volontà» da parte del Borghese.
Il Ratto di Proserpina, in ogni caso, fu acquistato dallo Stato italiano solo nel 1908, e ricollocato nello stesso anno presso la galleria Borghese su un piedistallo disegnato da Pietro Fortunati.

## Descrizione dell'opera

### Materia narrativa
Il mito della dea Proserpina

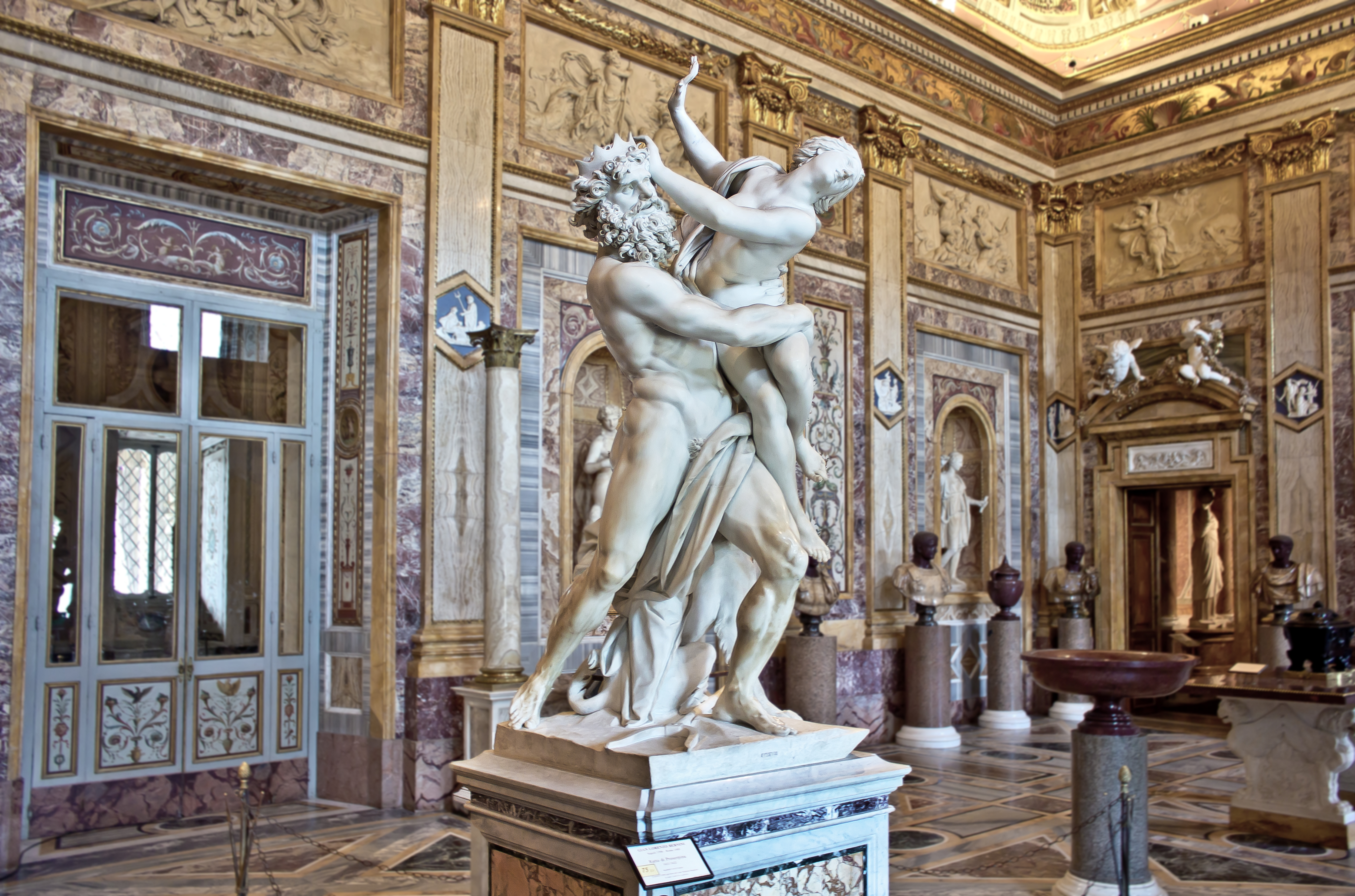
Il Ratto di Proserpina esposto nella Galleria Borghese

All'inizio dei tempi, la dea Cerere seminava, innaffiava le piante e faceva sì che gli alberi fiorissero e dessero frutti. Secondo diverse antiche fonti letterarie, mentre Cerere lavorava, sua figlia Proserpina giocava in compagnia delle sue tre ancelle Ligea, Leucosia e Partenope e la sera tornava a casa insieme alla madre, cantando e ridendo con lei.
Plutone, il dio dei morti, non viveva sul Monte Olimpo, ma regnava sotto terra, al freddo e al buio, da solo. Nessuna donna aveva infatti mai voluto rinunciare allo splendore della luce, al calore del sole e alle bellezze della natura per diventare regina dell'Oltretomba.
Un giorno, Plutone scorse Proserpina mentre ella raccoglieva fiori nel verde della antica Hipponion (odierna Vibo Valentia), e quando la vide se ne innamorò. Sapendo però che se fosse andato a chiederla in sposa a Cerere, entrambe avrebbero rifiutato la sua proposta, decise di rapirla, col consenso di Giove. Salì quindi sul suo carro nero e, sporgendosi da questo, afferrò Proserpina per i capelli. Quando giunsero al fiume Acheronte, che divide il regno dei vivi dal regno dei morti, Proserpina gridò al punto che anche il fiume s'impietosì, e cercò di far cadere Plutone afferrandolo per le gambe. Proserpina, disperata, si tolse la cintura di fiori che indossava e la lanciò nel fiume, affinché le acque potessero portare alla madre il suo messaggio.
Plutone e Proserpina giunsero nel regno dei morti e, mentre Plutone cercava di consolarla dicendole che sarebbe diventata regina, sulla Terra era sceso il tramonto. Cerere invano la cercò disperatamente in giro per il mondo, e intanto, per il dolore e la disperazione, lasciò appassire i fiori e smise di seminare, sicché il frumento e i frutti smisero di crescere. Dopo nove giorni e nove notti vissuti senza sonno e senza cibo alla ricerca della figlia scomparsa, il decimo giorno Cerere si sedette stanca e disperata lungo la riva di un fiume, e in quel momento scorse, accanto a lei, una piccola cintura di fiori. La verità le fu quindi raccontata da Elios, il dio Sole. Egli le rivelò lo svolgimento dei fatti avvenuti con il consenso di Giove. Per il dolore, Cerere non si curò più della terra, e quindi cessò la fertilità dei campi.
Giove, vedendo la fame sterminare intere popolazioni, mandò i suoi messaggeri a rabbonire l'indignata Cerere, la quale, irremovibile, rispondeva che sarebbe tornata alle cure della terra solo se Proserpina fosse tornata con lei. Giove decise allora d'inviare immediatamente Mercurio ad avvisare la figlia affinché non toccasse cibo. Plutone infatti aveva fatto preparare un pranzo succulento e appetitoso, e malgrado Proserpina fosse troppo infelice per mangiare, infine, su insistenza di Plutone, cedette per la fame davanti a rossi e succosi chicchi di melograno che il dio dei morti, furbamente, le aveva messo in mano. Plutone gliene porse una dozzina e, quando arrivò Mercurio, Proserpina purtroppo ne aveva già assaggiati sei.
La fanciulla scoppiò in lacrime quando venne a conoscenza della legge divina per cui colui che mangia anche un solo boccone mentre si trova nel regno dei morti non può più ritornare sulla Terra. Giove, mosso a compassione, decise che Proserpina, avendo mangiato sei soli chicchi di melograno, avrebbe vissuto nel regno dei morti insieme a Plutone sei mesi all'anno e i rimanenti sei mesi avrebbe vissuto sulla Terra insieme alla madre Cerere.

Il mito di Proserpina vuole quindi che l'arrivo della primavera sia sancito dall'arrivo di Proserpina sulla Terra, e che il suo ritorno nell'Ade, sei mesi dopo, coincida con l'arrivo dell'autunno. La primavera ritornerebbe allora l'anno successivo, assieme alla fanciulla. 

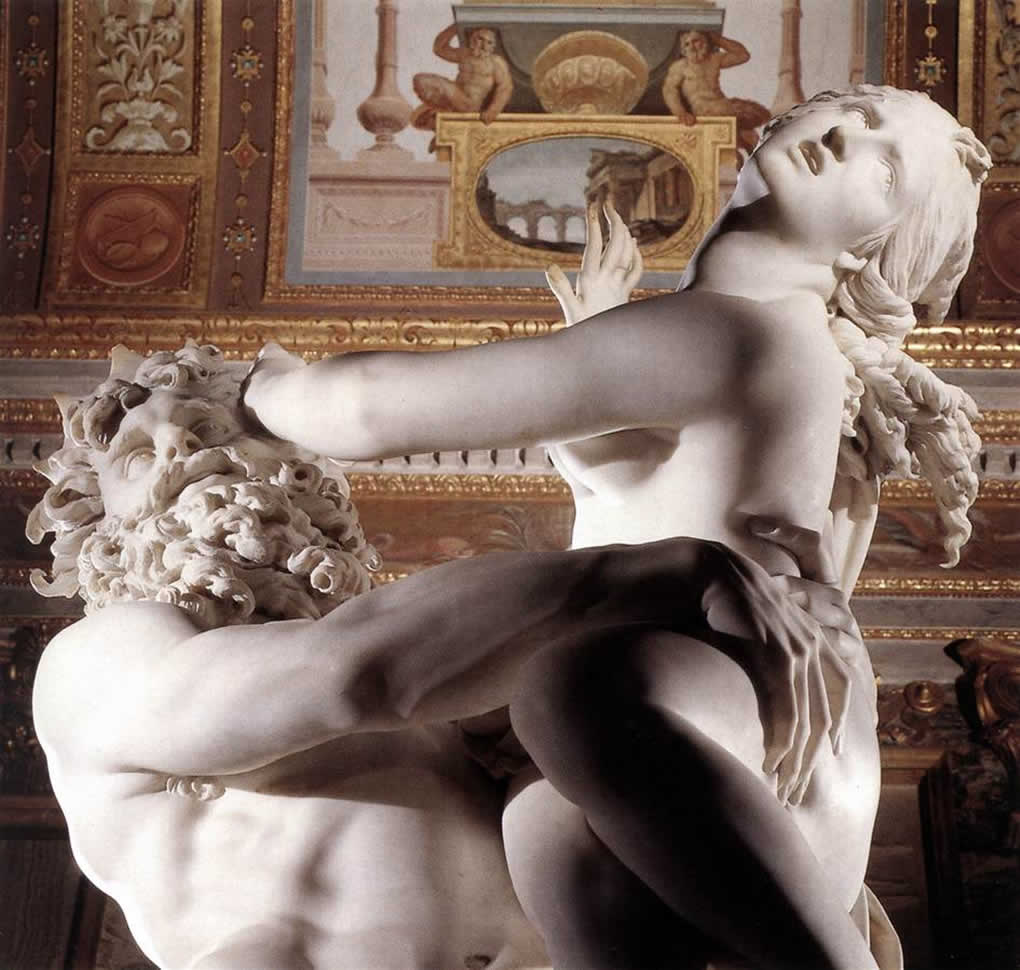
Dettaglio della colluttazione tra Plutone e Proserpina

### Analisi
L'opera di Bernini coglie l'azione al culmine del suo svolgimento e offre all'osservatore il massimo del pathos: le emozioni dei personaggi sono infatti perfettamente rappresentate e leggibili attraverso la gestualità e l'espressività dei volti. Plutone è contraddistinto dai suoi attributi regali (la corona e lo scettro) mentre dietro di lui, il feroce guardiano dell'Ade, Cerbero, controlla che nessuno ostacoli il percorso del padrone, girando le sue tre teste in tutte le direzioni. Proserpina lotta inutilmente per sottrarsi alla furia erotica di Plutone spingendo la mano sinistra sul volto del dio, il quale, invece, la trattiene con forza, affondando letteralmente le sue dita nella coscia e nel fianco della donna. Con questo dettaglio, attraverso cui Bernini ha reso con notevole verosimiglianza la morbidezza della carne di Proserpina, lo scultore ha dimostrato il suo stupefacente virtuosismo.
Il potente dio dell'Oltretomba sta guardando la fanciulla avidamente, con una bramosia suggerita dalle linee d'ombra e dalle puntine bianche presenti nei suoi occhi, profondamente scavati dall'artista; la visione della fanciulla, tuttavia, gli è impedita perché ella sta premendo con la mano sopra il suo sopracciglio sinistro. Proserpina, invece, è colta nell'attimo in cui sta gridando un'invocazione disperata alla madre Cerere e alle compagne. I suoi occhi, tumidi di commoventi lacrime di marmo per la perdita dei fiori, rivelano un caleidoscopio di emozioni: vi si legge, infatti, la vergogna per la sua nudità profanata dalla ferrea presa del rapitore, ma anche il terrore per l'oscurità degli Inferi, e la paura per la brutale violenza di Plutone.

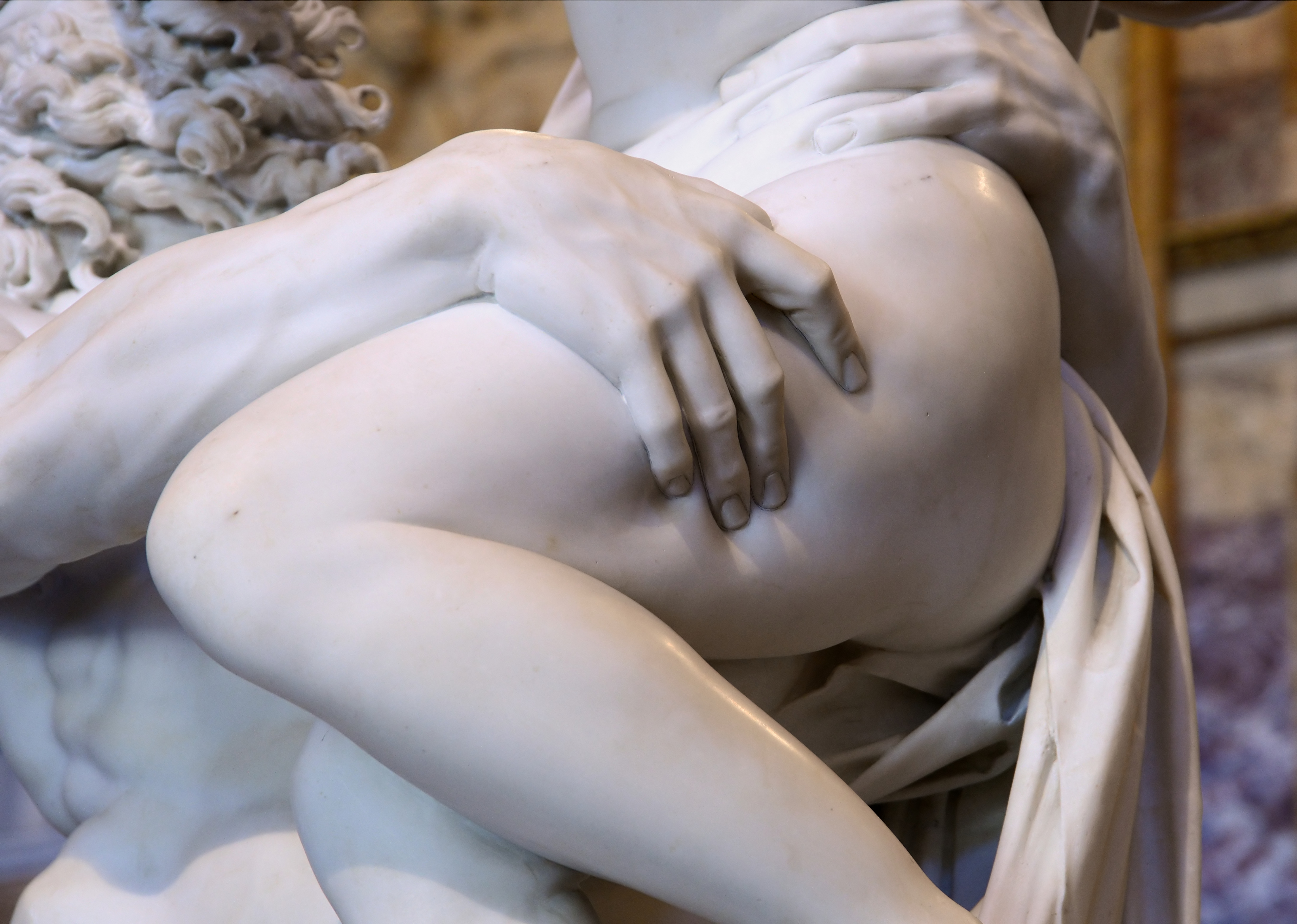
Dettaglio della carne di Proserpina che cede teneramente alla salda presa di Plutone

La composizione del gruppo segue delle direttrici dinamiche sottolineate dai movimenti degli arti e delle teste, accentuate dal moto dei capelli e del drappo che scopre il corpo giovanile e sensuale della dea. Il corpo di Plutone è invece possente e muscolare e la sua virilità è accentuata dalla folta barba e dai riccioli selvaggi dei capelli, le cui ciocche, nettamente definite e in forte rilievo, rivelano un abbondante uso del trapano.
Bernini si prefiggeva di realizzare opere il cui virtuosismo fosse tale da far sì che i personaggi mitici raffigurati quasi sembrassero figure reali. Tuttavia, ciò che conferisce una certa artificiosità alla scena è la natura del movimento. La posa dei due è piuttosto innaturale e, idealmente, spiraliforme: un espediente, quello del moto a spirale, già utilizzato nel manierismo per esprimere al meglio un senso di moto e di dinamica all'interno di un'opera caratterizzata dalla staticità. Tuttavia, pur essendo innaturale, la posa, nell'insieme, è indubbiamente molto teatrale e di grande impatto emotivo e visivo.
Il gruppo, capolavoro di scultura barocca, ha un punto di vista privilegiato, ovvero quello frontale, che rende riconoscibili i personaggi e comprensibile la scena. L'opera, tuttavia, è leggibile da tutte le visuali, poiché ciascun punto di vista è in grado di continuare la narrazione della scultura: guardando Plutone da sinistra, infatti, si scopre che il dio sta iniziando appena a correre, mentre guardando Proserpina dalla diagonale del suo plinto si vede come i suoi occhi da quella posizione sembrino guardare esclusivamente lo spettatore. La scultura è anche perfettamente rifinita in tutte le sue parti e ricca di particolari che, ancora oggi, catturano l'attenzione dell'osservatore.